# Zabujjea, Liuboml
Zabujjea (în ucraineană Забу́жжя) este localitatea de reședință a comunei Zabujjea din raionul Liuboml, regiunea Volînia, Ucraina.

## Demografie
Componența lingvistică a localității Zabujjea
     Ucraineană (99,88%)
     Alte limbi (0,12%)
Conform recensământului din 2001, majoritatea populației localității Zabujjea era vorbitoare de ucraineană (99,88%), existând în minoritate și vorbitori de alte limbi.